# 325P/Yang-Gao
325P/Yang-Gao, komet Jupiterove obitelji, objekt blizu Zemlje. Predotkriven na snimkama.